# Onthophagus marginifer
Onthophagus marginifer là một loài bọ cánh cứng trong họ Bọ hung (Scarabaeidae).